# Grace Bullenová
Grace Jacob Bullenová (* 7. února 1997 Ghinda, Eritrea) je norská zápasnice ve volném stylu střední váhy. Narodila se v Eritreji v rodině válečných uprchlíků z Jižního Súdánu. Od čtyř let žije v norském Fredrikstadu, kde se začala věnovat zápasení v klubu Atlas pod vedením Gheorghe Costina.
V roce 2014 zvítězila na světovém šampionátu věkové kategorie kadetů i na Letních olympijských hrách mládeže 2014. Na Evropských hrách 2015 získala bronzovou medaili. V letech 2015 až 2017 se stala třikrát po sobě juniorskou mistryní Evropy. V roce 2017 získala bronzovou medaili na mistrovství světa v zápasu do 20 let a stala se poprvé seniorskou mistryní Evropy. V následujícím roce vyhrála Klippan Lady Open ve Švédsku i mistrovství světa do 23 let. Získala zlatou medaili na mistrovství Evropy v zápasu ve volném stylu 2020, avšak na tokijskou olympiádu se nekvalifikovala. Vyhrála Matteo Pellicone Ranking Series 2022 a norský královský pohár v letech 2017, 2019, 2020, 2023 a 2024. Na mistrovství světa v zápasu skončila druhá v roce 2022 a třetí v roce 2023. V roce 2024 získala třetí titul mistryně Evropy a vybojovala bronzovou medaili na Letních olympijských hrách 2024. 
Jejím trenérem je Zurab Ijakobišvili, za nímž se od roku 2022 přesunula do Gruzie. Vystupovala v norských televizních show Fangene på fortet a 71° nord – Norges tøffeste kjendis.